# Hintere Stangenspitze
Die Hintere Stangenspitze ist ein 3225 m ü. A. hoher Berg in den Zillertaler Alpen, südöstlich oberhalb von Mayrhofen in Tirol.
Der Gipfel ist der höchste im Ahornkamm und befindet sich nahe der Grenze zu Italien.
Die Erstbesteigung erfolgte 1891 durch Eduard und August Wagner mit Franz Wechselberger.